# 波特航空
波特航空（英語：Porter Airlines）是加拿大一家地區航空公司，以安大略省多倫多市多倫多群島上的比利·畢曉普多倫多市機場為基地。波特的機隊由加拿大製造的龐巴迪Dash 8-Q400客機組成，飛行來往多倫多、加拿大東部和美國東北部的航線。2022年起陸續有巴西航空工業E195-E2噴射客機交機，波特航空在多倫多皮爾遜國際機場擴展長途航班，飛往北美各大城市和加勒比海度假航線。
波特航空的吉祥物為浣熊，命名為（波特先生）。員工制服以復古的海軍藍為主題，設計使用1960年代航空公司潮流為背景。

## 航點
截至2015年2月24日，波特航空航點如下：
| 波特航空航點 | 波特航空航點                             | 波特航空航點      | 波特航空航點 | 波特航空航點 |
| ------------ | ---------------------------------------- | ----------------- | ------------ | ------------ |
| 城市         | 機場                                     | 備註              |              |              |
| 加拿大       |                                          |                   |              |              |
| 哈利法斯     | 哈利法克斯罗伯特·洛恩·斯坦菲尔德国际机场 | 焦點城市          |              |              |
| 蒙克頓       | 大蒙克頓國際機場                         |                   |              |              |
| 蒙特婁       | 蒙特利尔特鲁多国际机场                   | 焦點城市          |              |              |
| 翠湖山庄     | 翠湖山庄红河国际机场                     | 季節性航點        |              |              |
| 渥太華       | 渥太华麦克唐纳－卡蒂埃国际机场           | 焦點城市          |              |              |
| 魁北克城     | 魁北克让·勒萨热国际机场                  |                   |              |              |
| 史提芬維爾   | 史提芬維爾國際機場                       | 季節性航點        |              |              |
| 聖約翰斯     | 圣约翰斯国际机场                         |                   |              |              |
| 蘇聖瑪麗     | 蘇聖瑪麗機場                             |                   |              |              |
| 薩德伯里     | 大薩德伯里機場                           |                   |              |              |
| 蒂明斯       | Timmins Victor M. Power Airport          |                   |              |              |
| 雷灣         | 雷灣國際機場                             |                   |              |              |
| 多倫多       | 比利·畢曉普多倫多市機場                  | 樞紐              |              |              |
| 溫莎         | 溫莎國際機場                             |                   |              |              |
| 美国         |                                          |                   |              |              |
| 波士頓       | 爱德华·劳伦斯·洛根将军国际机场           |                   |              |              |
| 伯靈頓       | 伯靈頓國際機場                           | 季節性航點        |              |              |
| 查爾斯頓     | 查爾斯頓國際機場                         | 季節性航點        |              |              |
| 芝加哥       | 芝加哥中途國際機場                       |                   |              |              |
| 默特爾海灘   | 默特爾海灘國際機場                       | 季節性航點        |              |              |
| 紐華克       | 紐華克自由國際機場                       |                   |              |              |
| 匹兹堡       | 匹兹堡國際機場                           | 2015年9月21日啓航 |              |              |
| 華盛頓       | 華盛頓杜勒斯國際機場                     |                   |              |              |

## 機隊

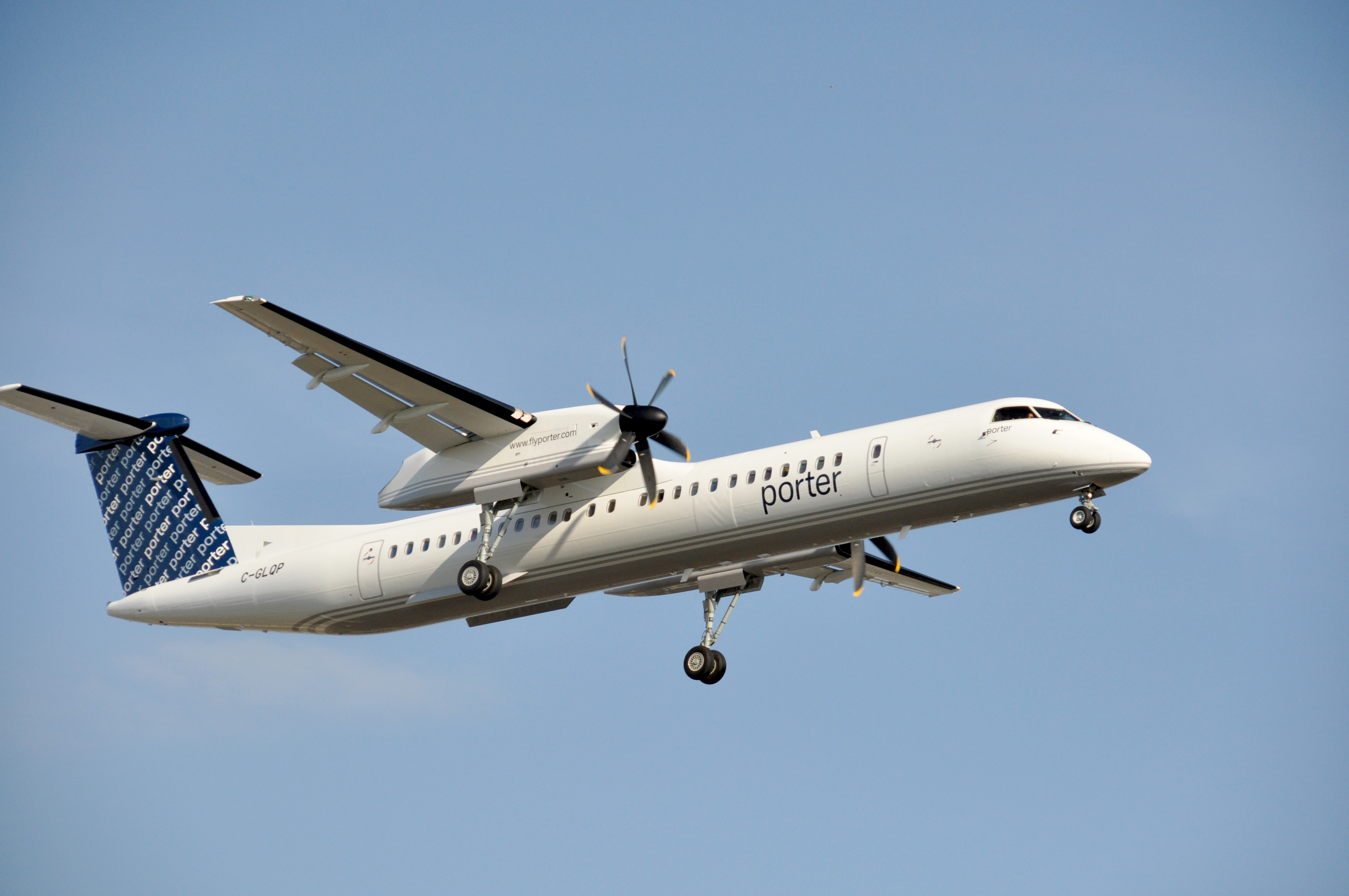
一部波特航空Dash 8客機在蒙特利尔特鲁多国际机场降落

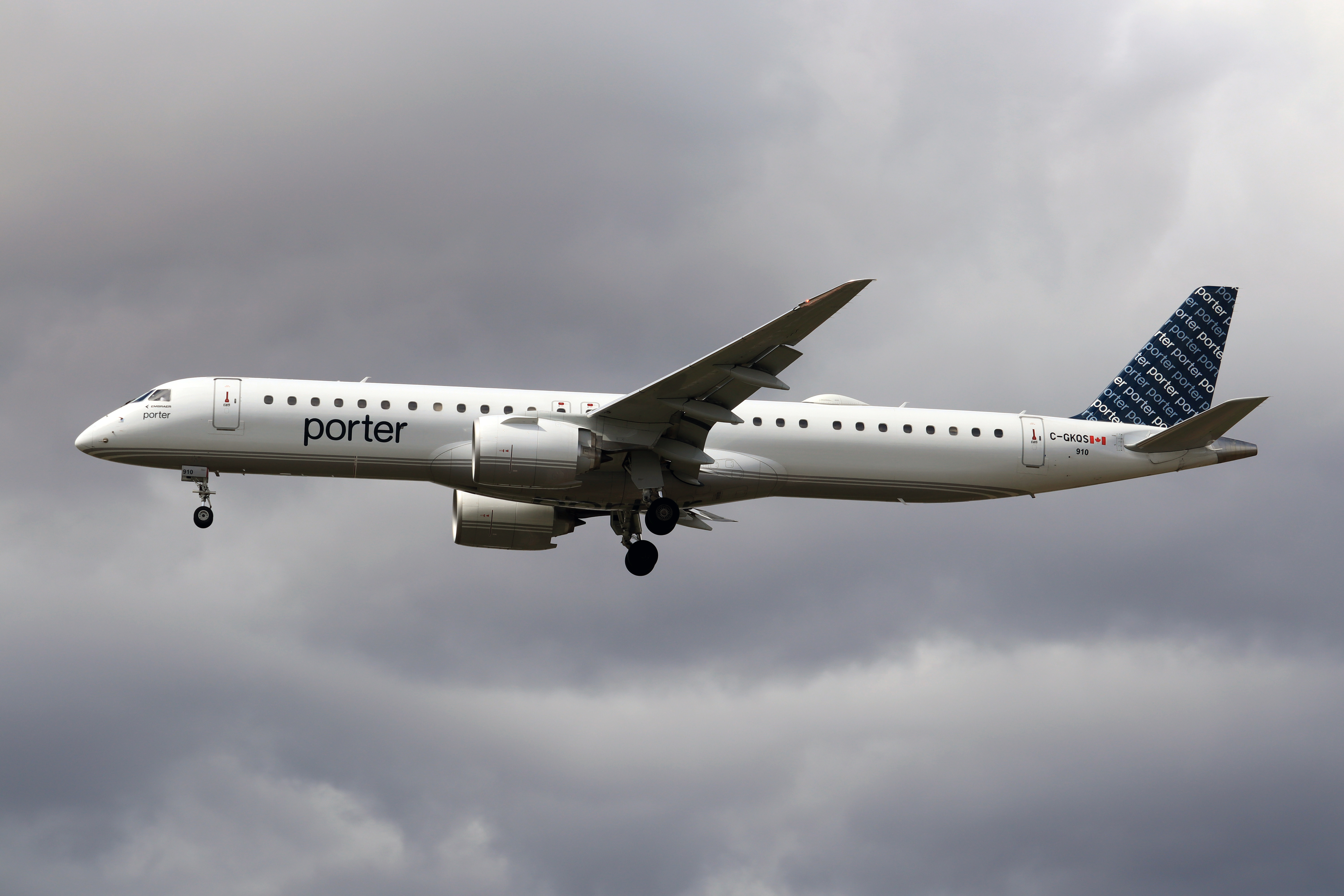
一架波特航空 E195-E2 降落在多伦多皮尔逊国际机场

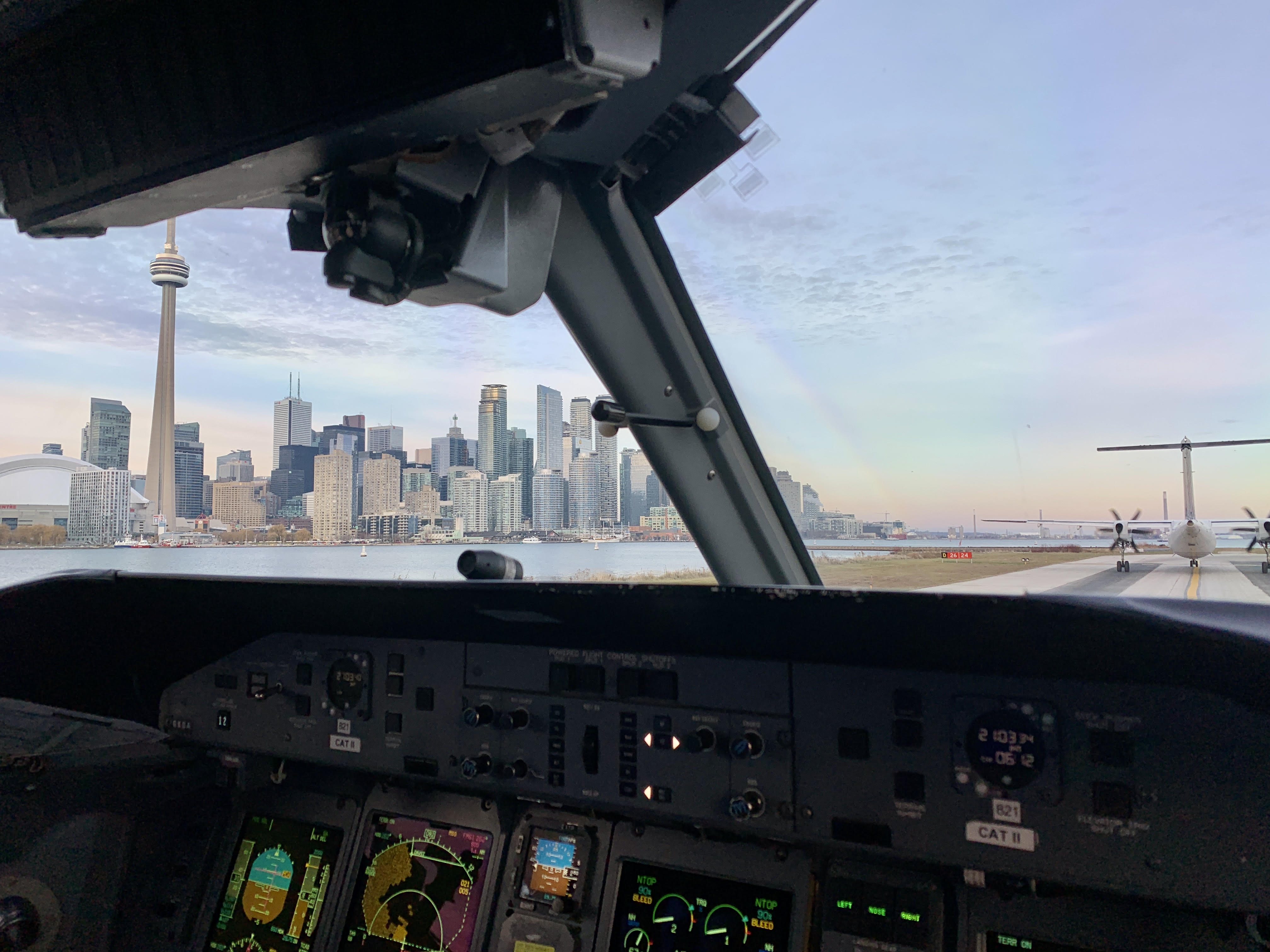
從Dash 8 Q400中遙望多倫多市中心

截至2024年12月，波特航空機隊如下：
| 機型                | 数量 | 已訂購 | 客舱布局 | 客舱布局 | 客舱布局 | 客舱布局 | 备注                                |  |
| 機型                | 数量 | 已訂購 | J        | O        | Y        | 总计     | 备注                                |  |
| ------------------- | ---- | ------ | -------- | -------- | -------- | -------- | ----------------------------------- |  |
| 德哈维兰Dash 8-400  | 29   | —      | —        | —        | 78       | 78       |                                     |  |
| 巴西航空工業E195-E2 | 43   | 32     | —        | —        | 132      | 132      | 另有25架购买权（purchase rights）。 |  |
| 總计                | 72   | 32     |          |          |          |          |                                     |  |

## 歷史

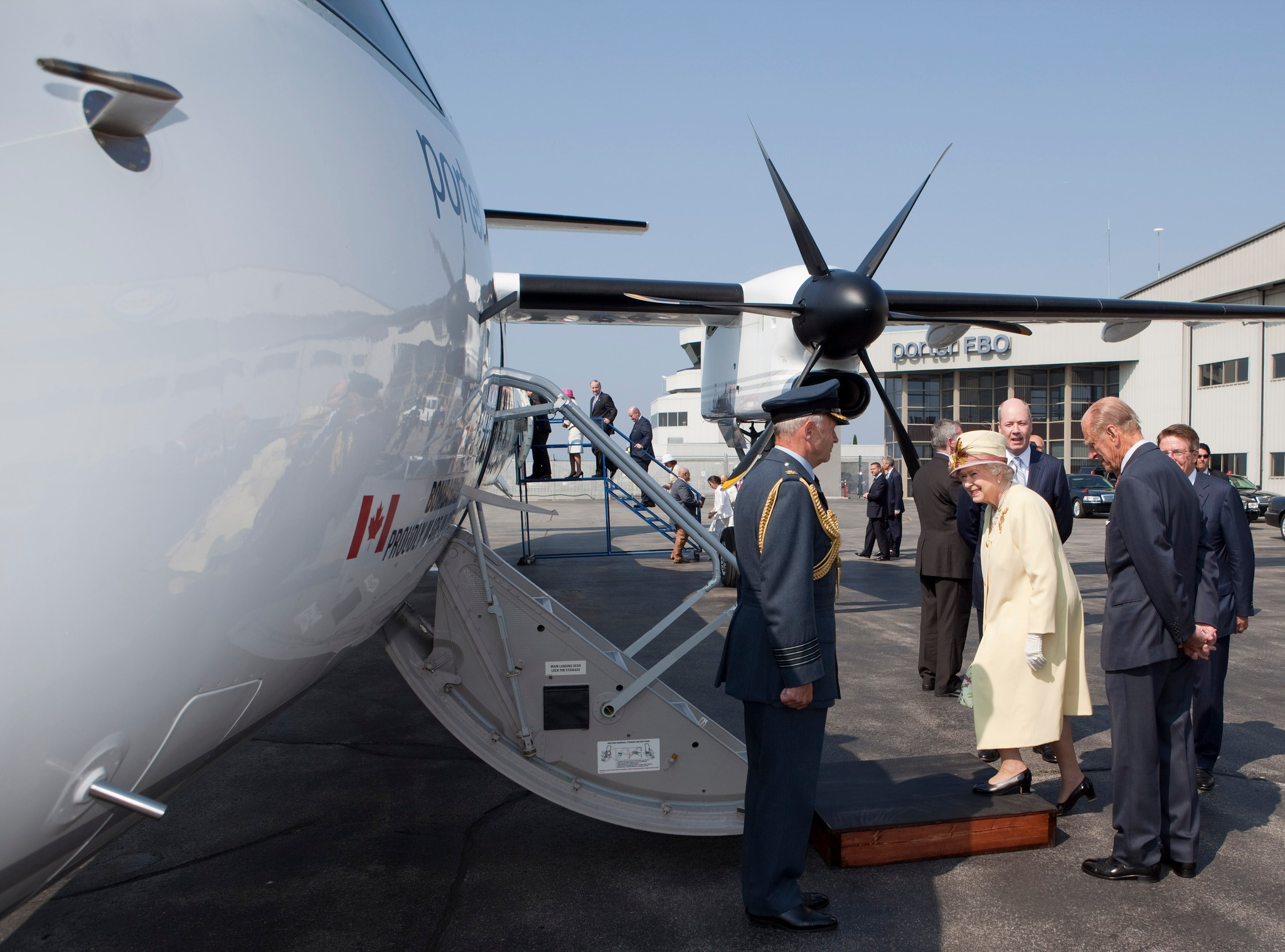
加拿大女皇伊莉莎白二世登機波特航空

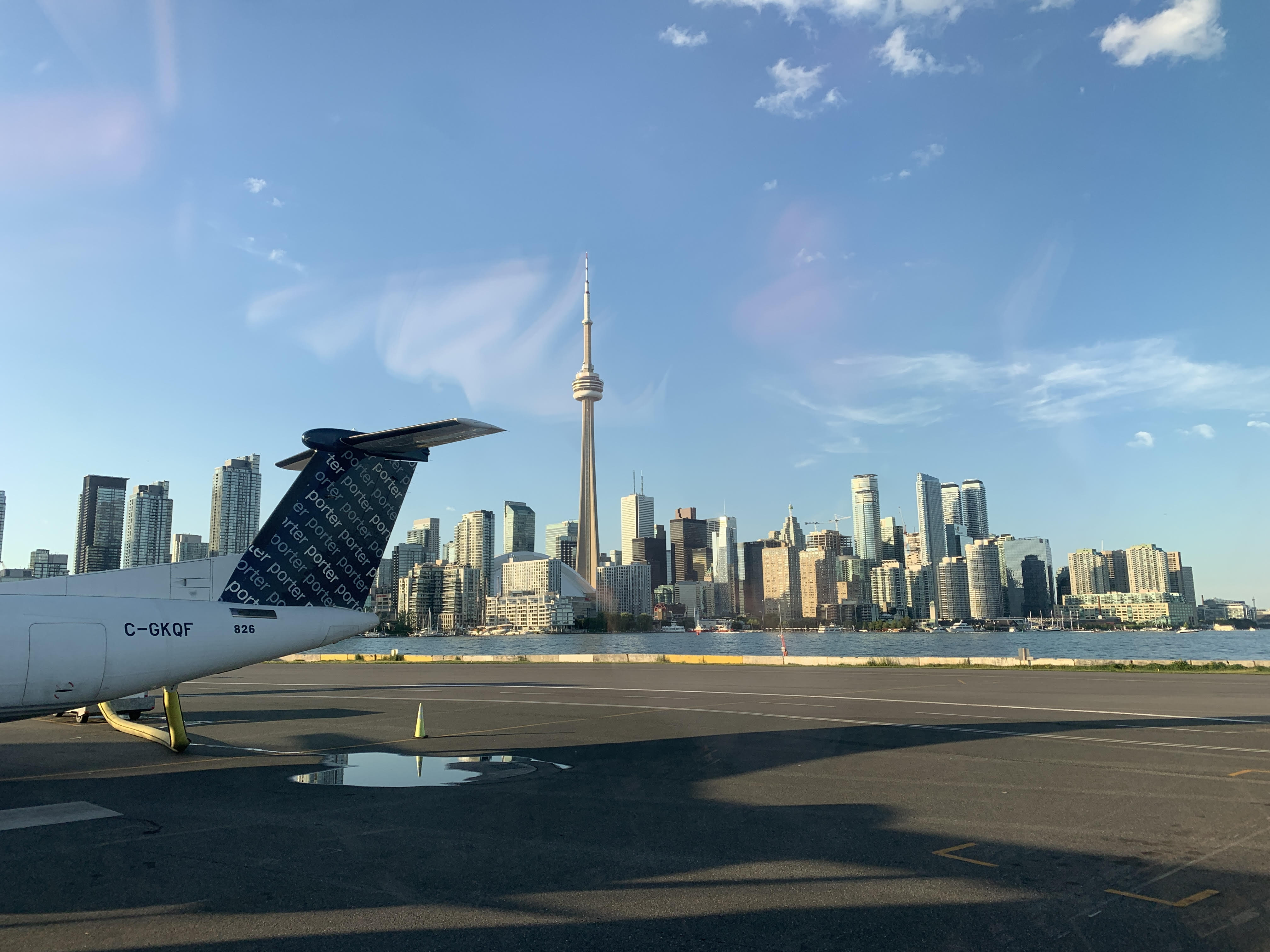
在停機坪上的波特航空客機和多倫多市中心

波特航空於2006年2月成立，首任首席執行官為Robert Deluce。成立初期僅使用一架加拿大製造的龐巴迪Dash 8-Q400飛機每天來回多倫多-渥太華航線。
龐巴迪Dash 8-Q400的載客量上限為78人，然而由於比利·畢曉普多倫多市機場的跑道長度不足讓78座位的Dash 8 Q400客機安全升降，因此波特機隊中Dash 8 Q400客機的總座位數目下調至74座。此座位編排亦容許客機使用紐華克自由國際機場内較短的11/29跑道。龐巴迪Dash 8-Q400為雙引擎的噴射螺旋槳飛機，雖然屬於螺旋槳飛機，但客艙使用電子降噪系統，所以比同類型設計的飛機來的安靜。Q400的Q代表著英文的安靜（Quiet）。
2010年，長期居住在英國的加拿大女王伊丽莎白二世和其丈夫愛丁堡公爵菲利普親王來加拿大做皇家訪問，由波特航空提供皇室成員的接送。
2013年4月，波特宣佈有條件購入12部空客A220-100（當時稱為龐巴迪C系列客機）和簽訂另外18架意向訂單，以開拓長途航線；合約亦包括額外六部新一代龐巴迪Dash8-Q400客機的購買權。然而，加拿大政府在2015年11月宣佈不支持比利·畢曉普多倫多市機場加長跑道和允許噴射機起降的計畫，主要基於機場位於多倫多市中心，許多居民擔心噪音和塞車的問題，因此波特航空取消購入龐巴迪C系列客機的計劃。
2015年1月，波特航空將比利·畢曉普多倫多市機場航站以約7億5千萬賣給了Nieuport Aviation，並利用出售取得的資金清空27架Dash 8 Q400飛機的債務。
2020年3月，波特航空在COVID-19疫情當中決定暫時全面停飛，並利用停飛的時間重新將全機隊噴漆和安裝以碳纖維鈦金屬複合材料製成的乘客座椅，以達到每架飛機減重1000磅的重量。同時將全機隊內部升級，並把之前74座位的版本調整成78座位。
2020年7月, 加拿大聯邦政府向波特航空達成協議，補助2億7千萬加幣的低利率貸款來協助航空公司度過疫情。2021年9月，波特航空重新營運。
2021年7月，波特航空宣布購買30架Embraer E195-E2噴射客機和另外50架之購買權，使之為北美第一家訂購該型客機的航空公司。波特航空會繼續使用Dash 8-Q400型客機在比利·畢曉普機場執飛短程航線，並在多倫多皮爾遜國際機場第三航廈使用Embraer E195-E2型噴射客機執飛長程航線。計劃中的長程航線包括北美各大城市和加勒比海地區，航點包括洛杉磯、舊金山、溫哥華等。

## 波特航空的聯名啤酒

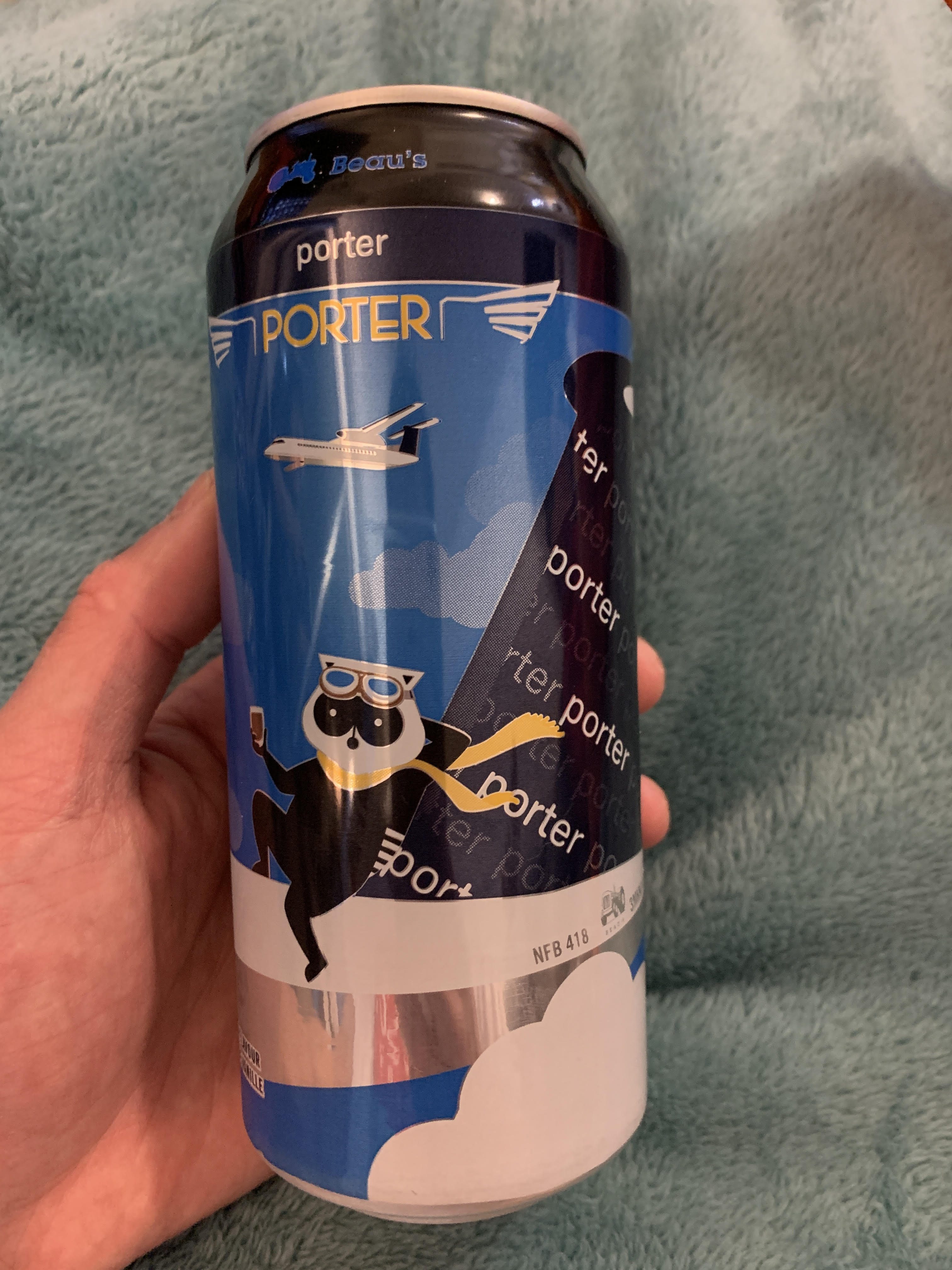
波特航空聯名啤酒

2021年8月波特航空與 Beau's Brewing Co.聯名合作推出波特航空啤酒。波特航空是北美少數支線航空中在飛機上提供免費啤酒的航空公司，機上提供的啤酒都是來自加拿大當地釀酒廠。

## 外部連結
- 维基共享资源上的相關多媒體資源：波特航空
- （英文）（法文）Porter Airlines （页面存档备份，存于）－波特航空網站